# Аветисян, Ашхен Микаэловна
Ашхен Микаэловна Аветисян (арм. Աշխեն Միքայելի Ավետիսյան; 1920—1995) — советский работник сельского хозяйства, доярка колхоза имени Сталина Шаумянского района Армянской ССР; Герой Социалистического Труда (1960).

## Биография
Родилась 10 января 1920 года в селе Неркин Ахта (ныне город Раздан).
Член КПСС с 1945 года. С 1954 года работала в колхозе им. 22-го съезда КПСС Шаумянского района Армянской ССР.
7 марта 1960 года была удостоена звания Героя Социалистического Труда с вручением ордена Ленина (В ознаменование 50-летия Международного женского дня, за выдающиеся достижения в труде и особо плодотворную общественную деятельность). Награждена медалями СССР. Неоднократно участвовала в работе Всесоюзной сельскохозяйственной выставки СССР и Всесоюзной выставки достижений народного хозяйства СССР. За ручной надой 3649 кг молока от одной коровы награждена малой Серебряной медалью ВСХВ (постановление 460-н от 24.12.1956), за ручной надой 5029 кг молока от одной коровы удостоена большой Золотой медали ВСХВ (постановление 257-н от 28.07.1958), за достижение целевых показателей по надою молока от одной коровы награждена бронзовой медалью ВДНХ (постановление 333-н от 17.07.1974).
Занималась общественной деятельностью, была делегатом XXII—XXIV съездов КПСС и депутатом Верховного Совета Армянской ССР VI и VII созывов.
Об Ашхен Микаэловне Аветисян в 1961 году был снят документальный фильм «Дочь народа» (автор сценария — Л. Мовсесян, режиссёр — В. Айказян, оператор — Г. Санамян).